# Tribe Friday
Tribe Friday är en svensk musikgrupp som spelar en blandning av 00-talets indierock, dansant pop och emo. Bandet består av Noah Deutschmann (sång & gitarr) och Isak Gunnarsson (gitarr)
År 2021 var Tribe Friday en av fem nominerade till årets grupp i P3 Guld och de tävlade i Melodifestivalen 2022 med låten "Shut Me Up". Bidraget hamnade på sjunde och sista plats och gick därmed inte vidare.
Tribe Friday startades i Härnösand 2014 och idag bor bandet i Storå i Örebro län. Noah Deutschmann var 14 år när gruppen startades och idag är han den enda som varit med från början. Det är också Deutschmann som står för låtarnas texter, medan gruppen ofta skapar musiken tillsammans.
Bandet har turnerat i Europa och USA, samt tillsammans med Mando Diao. I maj 2020 var Tribe Friday i P3 utsedda till framtidens artist med motiveringen: "Det är inte svårt att höra hur mycket Tribe Friday har inspirerats av 00-talets indierockscen. Speciellt av giganterna The Strokes. Det är inte heller svårt att höra hur mycket bättre Noah, Isak och Robin låter än sina idoler. Alla boxar är markerade; distade gitarrer, kaxig attityd, minnesvärda låtar. Vi musikredaktörer, kommer inte bli förvånade om framtidens indiedansgolv fylls av människor som dansar till Tribe Friday".